# Mount Champhila
Mount Champhila är ett berg i Malawi. Det ligger i distriktet Mzimba i regionen Northern Region, i den centrala delen av landet. Toppen på Mount Champhila är 1 822 meter över havet.
Terrängen runt Mount Champhila är huvudsakligen kuperad. I omgivningarna runt Mount Champhila växer huvudsakligen savannskog och längre bort finns savann.